# シュヴァルムタール (ヘッセン)
シュヴァルムタール (ドイツ語: Schwalmtal) は、ドイツ連邦共和国ヘッセン州中央部フォーゲルスベルク郡の町村（以下、本項では便宜上「町」と記述する）である。

## 地理

### 位置
シュヴァルムタールは、シュヴァルム川上流、フォーゲルスベルク山地の北斜面に位置する。

### 隣接する市町村
シュヴァルムタールは、北はアルスフェルトおよびグレーベナウ、東はラウターバッハ (ヘッセン)、南はラウタータール、西はフェルダタールおよびロムロート（以上、いずれもフォーゲルスベルク郡と境を接している。

### 自治体の構成
自治体シュヴァルムタールは、以下の 9つの地区からなる。
| - ブラウアーシュヴェント - ヘルガースドルフ - ホプフガルテン - オーバー＝ゾルク - ラインロート | - レンツェンドルフ（行政機関所在地） - シュトルンドルフ - ウンター＝ゾルク - ファーデンロート |

この中で、シュトルンドルフとブラウアーシュヴェントが 2大地区である。

## 行政

### 議会
シュヴァルムタールの町議会は、15議席からなる

## 経済と社会資本
ブラウアーシュヴェントとシュトルンドルフには、それぞれ、基礎課程学校が 1校、幼稚園が 1園、食料品店が 1軒ずつある。また、Oberhessen/VR-Bank 貯蓄銀行の支店がそれぞれにある。町の主要な工業地域はシュトルンドルフにある。この他に、ZAVが管理する郡の塵芥処理場が町内にある。ホプフガルテン地区にはヘッセン州には少ない屠畜場の一つ（Fa. シェーファー）がある。ラインロート地区には家具工場が 2つ（アドルフ・ディッケルとエルヴィン・ヴェルカー）と、地域外にも知られたレストランであるグラウリヒがある。ヘルガースドルフにはアルスフェルトに本社を置く保険代理店がある。
レンツェンドルフにはシュトルンドルフに本店があるパン屋ベッケライ・カールの支店がある。ブラウアーシュヴェントとシュトルンドルフには医者の診療所と歯科クリニックがある。

### 交通
町内を、アルスフェルトからラウターバッハを経由してフルダに至る連邦道 B254号線が通っている。
レンツェンドルフ駅は、2011年12月までフォーゲルスベルク鉄道の停車駅であった。

## 引用
1. ↑  Hessisches Statistisches Landesamt: Bevölkerung in Hessen am 31.12.2023 (Landkreise, kreisfreie Städte und Gemeinden, Einwohnerzahlen auf Grundlage des Zensus 2011)]
2. ↑  2011年3月27日の町議会議員選挙結果、ヘッセン州統計局（2012年7月22日 閲覧）